# Strongylurus sexmaculatus
Strongylurus sexmaculatus là một loài bọ cánh cứng trong họ Cerambycidae.